# 서윤지
서윤지는 대한민국의 모델이다.

## 경력

### 레이싱모델 경력
- 2022년 - 베이프 코리아 엑스포 모델
- 2021년 - 서울 모터쇼 레이싱모델
- 2019년 - 오토살롱위크 모델

## 수상
- 2017년 - 슈퍼레이스 레이싱 모델 콘테스트 대상

## 특이 사항
- 2017 라그나로크 히어로즈 광고모델로 활동함.